# ماریوش بوناشفسکی
ماریوش بوناشفسکی (لهستانی: Mariusz Bonaszewski؛ زادهٔ ۲۶ اوت ۱۹۶۴) بازیگر اهل لهستان است.
از فیلم‌ها یا مجموعه‌های تلویزیونی که وی در آن‌ها نقش داشته‌است، می‌توان به خلیج جاسوسان، مبتدیان تمام‌عیار، دروازه اروپا، خیوکا، خون از خون، قانون حقیقی، صد سال خاندان وینیخ، ع چون عشق، پدر متیو، عشق اول، قرارداد، دوستان و پس‌تصویر اشاره نمود.